# Verchino-Darassounski
Verchino-Darassounski (en russe : Верши́но-Дарасу́нский) est une commune urbaine russe du raïon de Toungokotchen du kraï de Transbaïkalie, en Sibérie. Elle fait partie de l'établissement urbain de Verchino-Darassounski, et sa population s'élevait à 4 981 habitants au recensement de 2021.

## Géographie
La commune urbaine de Verchino-Darassounski se situe dans le kraï de Transbaïkalie, un kraï situé en Transbaïkalie, région de Sibérie orientale, en Russie. Elle fait partie du district fédéral extrême-oriental. La localité fait partie du raïon de Toungokotchen, un raïon du kraï, avec Verkh-Oussougli comme centre administratif. Elle fait partie de l'établissement urbain de Verchino-Darassounski, une municipalité dont elle est le chef-lieu,.
Le village se trouve dans la vallée d'Ouzour-Malakhaï, vallée contenant un important gisement d'or.
Le fuseau horaire du village est MSK+6 (heure de Iakoutsk). Le décalage horaire appliqué par rapport au temps universel coordonné est +09:00.

## Histoire
La localité a été fondée en 1865 sous le nom de Darassoun lorsqu'un gisement d'or fut découvert dans la vallée. L'exploitation commença petit à petit, et en 1927, la mine de Darassoun apparut.
Entre le 10 mars 1948 et le 29 avril 1953, un goulag  fonctionnait, qui servait directement les entreprises d'extraction d'or.
Après l'effondrement de l'URSS, la mine d'or a été privatisée. Le 7 septembre 2006, un incendie s'est produit dans la mine en raison des violations de règles de sécurité. 64 personnes se retrouvèrent bloquées, et malgré l'opération de sauvetage, 25 personnes sont mortes.
En mai 2017, 81 mineurs ont refusé de remonter à la surface pour exiger le remborusement des dettes salariales. La grève vit le représentant plénipotentiaire présidentiel dans le District fédéral sibérien Sergueï Meniaïlo et la gouverneure Natalia Jdanova s'impliquer pour mettre un terme à la grève. En septembre 2017, la mine fut rachetée par la société Highland Gold, qui a annoncé à l'été 2022 son intention de fermer la mine.
La ville est classée depuis 2019 par le ministre du développement économique comme l'une des 11 villes mono-industrielles problématiques du pays.

## Démographie
Recensements (*) et estimations de la population,,:
| 1959*  | 1970*  | 1979*  | 1989*  |
| ------ | ------ | ------ | ------ |
| 11 867 | 11 407 | 10 799 | 10 384 |

| 2002* | 2010* | 2021* | - |
| ----- | ----- | ----- | - |
| 6 743 | 5 946 | 4 981 | - |